# Болцано (тежък крайцер, 1932)
Болцано (на италиански: Bolzano) e тежък крайцер на италианския флот от времето на Втората световна война. Развитие на тежките крайцери от типа „Тренто“.
Последния „вашингтонски“ крайцер на италианския флот. Наречен е в чест на град Болцано – всички италиански тежки крайцери получават имена в чест на градове, получени от Италия вследствие на Първата световна война.

## История на създаването
Последният, седми италиански тежък крайцер, строен е като подобрен вариант на първите два италиански тежки крайцера с цел да образува с тях еднородно съединение.

## Конструкция
Проектът за крайцера се създава изходя от следните изисквания: водоизместимост 10 160 тона, скорост 36 възела, артилерия на главния калибър от осем 203 mm оръдия (същият модел, който има и типът „Зара“). Крайцерът трябва да остава на вода при наводняване на 3 съседни отсека. Бронирането е същото като при типа „Тренто“.
Корабът има достатъчно голямо строително претоварване. Водоизместимост: 10 890 t (стандартна), 13 885 t (при пълно натоварване). Размери: дължина максимална – 196,9 m, ширина – 20,6 m, газене – 6,57 m (при нормална водоизместимост).

### Въоръжение
Главният калибър се състои от осем 203 mm оръдия образец 1929 г с дължина на ствола от 53 калибра, поставени в четири двуоръдейни кули, разположени по две на носа и на кърмата по линейно-терасовидната схема. Стволът на оръдията се състои от лайнер, вътрешната тръба е обработена с използването на афтофритажния процес на „Шнайдер“, по цялата си дължина е затворена в кожух, и скрепяващ пръстен. Нарезката е еднородна, със стъпка от 30 калибра. Замяната на лайнера може да се извърши направо на кораба. Оръдието има хоризонтален бутален затвор на Уелин с хидравличен механизъм. Хидравличните досилатели са закрепени към люлката, за това зареждането може да се осъществява при произволен ъгъл на възвишение. Цикълът на стрелба съставлява 16 секунди, което осигурява техническа скорострелност от 3,8 изстрела в минута, практическата съставлява 3 изстр./мин. Универсалният калибър се състои от осем двустволни установки на 100 mm оръдия. Мелкокалибрената зенитна артилерия се състои от четири 40 mm автомата „Викерс“ и осем 13,2 mm картечници „Бреда“ в четири двустволни установки.
Системата за управление на огъня е същата като при крайцерите от типа „Зара“.

### Брониране
Бронирането се състои от 70 mm главен брониран пояс, затварян пред барбета на първата и при последната кула на главния калибър от траверси със същата дебелина, и 50 mm плоска бронирана батарейна палуба (разликата спрямо типа „Тренто“ е в това, че поясът стига до носа зад барбета на първата кула). Барбетите на кулите на главния калибър са с дебелина 60 mm, бойната рубка има 100 mm броня, командно-далекомерният пост 70 mm, кулите на главния калибър 100 mm. Бронирането дава зона на свободно маневриране от 152 mm бронебойни снаряди на дистанции от 75 до 120 кабелта.

### Енергетична установка
В състава на силовата установка влизат десет водотръбни котела произведени от „Ансалдо“ и четири турбини „Парсънс“. Схемата на компоновка на установката е ешелонна. Котлите произвеждат пара с работно налягане 22 kg/cm². Мощността на всяка турбина е 37 500 к.с. Общата мощност на главната енергетична установка съставлява 150 000 к.с. Крайцера има шест турбогенератора за постоянен ток с мощност по 180 кW и напрежение 220 V (сумарна мощност 1080 кW) и два спомагателни дизел-генератора. Електрооборудването е аналогично с това което има поставено на тежките крайцери от типа „Зара“. На изпитанията „Болцано“ при водоизместимост 11 021 тона показва рекордна за тежък крайцер скорост от 36,81 възела при мощност 173 772 к.с. при 366 rpm. Нормалният запас гориво съставлява 1800 тона, пълния – 2260 тона. По време на службата той показва скорост 33 – 34 възела, по време на войната продължително поддържа скорост от 33 възела, като в същото време „Тренто“ и „Триест“ продължително време могат да поддържат само 30 – 31 възела. Практическата далечина на плаване на „Болцано“ съставлява 4432 мили на 16 възела, 2925 мили на 25 възела и 910 на 35 възела.

## История на службата

### Предвоенни години
В довоенните години службата на „Болцано“ преминава без ярки събития. След влизането му в строй той е включен в състава на 2-ра дивизия крайцери на Първа ескадра заедно с „Тренто“ и „Триест“. По време на Втората италианско-етиопска война „Болцано“ заедно с другите бойни единици подсигурява комуникациите. Както и болшинството кораби на италианския флот, той има ред походи към бреговете на Испания по време на гражданската война, осъществявайки блокада на крайбрежията. През октомври 1938 г. той конвоира 4 лайнера, на които се връщат в Италия 10 000 легионера, воювали в Испания. Заедно с другите тежки крайцери „Болцано“ нееднократно участва във военноморски паради, в т.ч. и парада на 5 май 1938 г. в чест на Адолф Хитлер.

### В боевете на 1940 – 42 г.
След влизането на Италия във Втората световна война, „Болцано“ състои в 3-та дивизия на Втора ескадра, явяваща се бързоходното съединение на италианския флот. Крайцера има първия си бой на 9 юли 1940 г., когато става сражението при Пунто Стило. В хода на боя „Болцано“ заедно с другите тежки крайцери влиза в престрелка с леките крайцери на британците и получава три попадения от снаряди калибър 152 mm. В резултат кораба за кратко губи управление, но повредите са отстранени бързо.
В нощта на 11 към 12 ноември 1940 г. „Болцано“ се намира в Таранто и участва в отразяването на нападението на британската палубна авиация, няма повреди. След това всички крайцери на 3-та дивизия са пребазирани в Месина. На 27 ноември 1940 г., в хода на боя при нос Теулада, участва в боя с крайцерите на британците, след което се оказва под огъня на линейния крайцер „Ринаун“ (HMS Renown (72)), но избягва попаденията.
На 28 март 1941 г. 3-та дивизия влиза в престрелка с британските леки крайцери при нос Хавдос. Боя протича на далечна дистанция и снарядите на англичаните не долитат до италианските крайцери. Появява се и възможността да се реализират довоенните планове за разгром на противника от недосегаема за него дистанция, но изстрелвайки 364 снаряда, трите италиански крайцера не постигат нито едно попадение, а те избягват сближаването поради слабото си брониране.
През април-август 1941 г. „Болцано“ участва в охраняването на италианските конвои. В хода на една от тези операции, на 25 август 1941 г., крайцера получава торпедно попадение от британската подводница „Траиумф“ (Triumph). Торпедото уцелва кърмовата част, кораба напълно губи ход и е изпратен за Месина на буксир. В хода на ремонта, през септември 1941 г., „Болцано“ попада под бомбардировка от въздуха и получава бомбово попадение, нанесло сериозни щети. След това „Болцано“ е отбуксиран в Генуа, където се ремонтира в корабостроителницата на Ansaldo до юли 1942 г.
На 12 август 1942 г. отремонтираният „Болцано“ участва в операцията на италианския флот по унищожаването на британски конвой за Малта. До стълкновение с вражеските кораби не се стига, поради нерешителността на италианското командване, но на обратния път „Болцано“, вечерта на същия ден, е атакуван от британската подводница „Ънброкън“ (HMS Unbroken) и получава торпедно попадение в горивна цистерна. Макар при взрива да загива само един човек, възникнали силен пожар, заплашващ погребите за боезапаса и крайцерът се изхвърля на плитчина при остров Панареа, където гори в течение на цялата нощ. Едва на 15 септември 1942 г. крайцерът е свален от плитчината и отбуксиран в Неапол.

## Оценка на проекта
„Болцано“ има по-здрав корпус и може да поддържа 33 възела. В това той е великолепен. Но той така и не успява да реализира своята висока скорост, тъй като останалата част от скоростното крило – крайцерите от типа „Тренто“ в бойна обстановка могат продължително да държат ход не повече от 30 – 31 възела. Полубакът подобрява мореходността и обитаемостта на крайцера, правейки вътрешното разположени на помещенията по-свободно.
Главният калибър на „Болцано“ има същите недостатъци, както и оръдията на останалите италиански тежки крайцери. Те имат прекомерно форсирана балистика, в резултат на което живучестта на стволовете е ниска, а разсейването на снарядите прекалено голямо. Към това трябва да се добави и близкото разположение на стволове в обща люлка, ниското групиране на снарядите, липсата на безпламенен барут и прибори за нощна стрелба. И изводът е, че по ефективност на артилерията италианските тежки крайцери отстъпват на болшинството чуждестранни „еднокласници“. Това важи и за „Болцано“. И неслучайно италианските моряци му дават прозвището: „Великолепно изпълнена грешка“.
| Характеристики на оръдията на главния калибър на тежките крайцери | Характеристики на оръдията на главния калибър на тежките крайцери | Характеристики на оръдията на главния калибър на тежките крайцери | Характеристики на оръдията на главния калибър на тежките крайцери | Характеристики на оръдията на главния калибър на тежките крайцери | Характеристики на оръдията на главния калибър на тежките крайцери | Характеристики на оръдията на главния калибър на тежките крайцери |
| ----------------------------------------------------------------- | ----------------------------------------------------------------- | ----------------------------------------------------------------- | ----------------------------------------------------------------- | ----------------------------------------------------------------- | ----------------------------------------------------------------- | ----------------------------------------------------------------- |
| Оръдие, мм/клб                                                    | 203/50                                                            | 203/53                                                            | 203/50                                                            | 203/60                                                            | 203/55                                                            | 203/50                                                            |
| Страна                                                            | Франция                                                           | Италия                                                            | Япония                                                            | Германия                                                          | САЩ                                                               | Англия                                                            |
| Тегло на снаряда, кг                                              | 123,1(134)                                                        | 125,3                                                             | 125,85                                                            | 122                                                               | 118(152)                                                          | 116,1                                                             |
| Нач. скорост, м/с                                                 | 850 (820)                                                         | 900                                                               | 840                                                               | 925                                                               | 853 (762)                                                         | 855                                                               |
| Енергия, млн. Дж                                                  | 90,1                                                              | 101,5                                                             | 88,8                                                              | 104,4                                                             | 85,8                                                              | 84,9                                                              |
| Живучест на ствола, изстрела                                      | 600                                                               | 200                                                               | 400                                                               | 600                                                               | 600                                                               | 550                                                               |
| Макс.далечина, км                                                 | 31,4 (30)                                                         | 31,3                                                              | 28,9                                                              | 33,54                                                             | 29,13 (27,4)                                                      | 29,4                                                              |

Коментари към таблицата
1. ↑  Дължина на ствола, отнесена към калибъра на оръдието. Във Франция и Великобритания се измерва според канала на ствола. В САЩ, Германия и Русия под дължина се разбира дължината от дулния срез до ръба на затворното гнездо.
2. ↑  По-късно е приет heavy.
3. ↑  По-късно е приет super heavy

## Коментари
1. ↑  Всички данни са към юни 1940 г.